# Puls (EP Borisa Štoka)
Puls, EP hrvatskog glazbenika Borisa Štoka iz 2017. godine. Nakon što je Štok ostvario uspješne samostalne singlove Ove misli (feat. Yaya), Voli me još ovu noć, Ispod kože i Kao mi, predstavio je studenoga 2017. ovaj svoj debitantski samostalni EP. Na njemu je šest pjesama. Objavljen je u ograničenoj nakladi od samo 300 primjeraka.  Kolege glazbenici, mediji i struka visoko su ocijenili EP. Glazbeni producenti su Boris Štok i Darko Terlević (osim Ove misli – Boris Štok). Miks i mastering djelo su Mateja Zeca (osim Voli me još ovu noć – Srđan Sekulović Skansi). EP je u nakladi Aquarius Recordsa. Skladbe na EP-u su:
- Ispod kože 	4:15
- Kao mi 	3:47
- Tišina 	4:44
- Voli me još ovu noć 	5:45
- Ove misli (feat. Yaya) 5:12
- Ispod kože (acoustic) 3:48

## Vanjske poveznice
- Discogs Puls